# Hubert Frasnelli
Hubert Frasnelli (Merano, 2 novembre 1944) è un politico italiano.

## Biografia
Laureato all'università di Gottinga in chimica, ha lavorato nella pubblica amministrazione della provincia autonoma di Bolzano.
Contribuì a fondare la corrente socialdemocratica della Südtiroler Volkspartei (SVP), gli Arbeitnehmer; dal 1979 al 1983 rappresentò il partito alla Camera dei deputati. Dal 1983 al 1998 sedette nel consiglio della provincia autonoma di Bolzano, presiedendo il gruppo consiliare della SVP (escluso il biennio 1993-1994). Nel 1992 concorse per la carica di Obmann (presidente) della SVP, ma fu battuto alle elezioni da Siegfried Brugger. Dal 1979 al 1998 fu membro del consiglio direttivo del partito e nei periodi 1987-1991 e 1994-1997 vicepresidente del movimento.
A fine anni 1990 Frasnelli entrò in polemica con la famiglia Ebner, proprietaria del gruppo editoriale Athesia e strettamente legata alla SVP. Prima delle elezioni provinciali 1998 egli fece appello alle forze politiche di orientamento ecosociale per costruire insieme un'opposizione forte; deferito alla corte di arbitrato interna alla SVP, fu sospeso per tre anni dal partito. In risposta, nel 1999 Frasnelli lasciò la SVP.
In seguito Frasnelli si iscrisse al Partito Socialdemocratico Austriaco, impegnandosi nella lotta per i diritti della comunità slovena in Carinzia. Confluito nei Verdi del Sudtirolo, si candidò per loro alla Camera nelle elezioni politiche del 2006.

## Opere
- (DE)  Synthese und Reaktionen von Lithiumdiazoessigsäureäthylester - Dissertation, Gottinga, 1970
- (DE)  Die Herrschaft der Fürsten. Macht, Zivilcourage und Demokratie in Südtirol, Klagenfurt, Wieser, 2000. ISBN 978-3851293241